# Pristimantis cordovae
Espèce
Synonymes
- Eleutherodactylus cordovae Lehr & Duellman, 2007

Statut de conservation UICN

 EN B2ab(iii) : En danger
Pristimantis cordovae est une espèce d'amphibiens de la famille des Craugastoridae.

## Distribution
Cette espèce est endémique de la province de Santiago de Chuco dans la région de La Libertad au Pérou. Elle se rencontre entre 3 400 et 3 642 m d'altitude sur le versant Est de la cordillère Occidentale.

## Étymologie
Cette espèce est nommée en l'honneur de Jesús H. Córdova.

## Publication originale
- Lehr & Duellman, 2007 : Two new species of Eleutherodactylus (Anura: Leptodactylidae) from the Cordillera Occidental in Peru. Copeia, vol. 2007, no 1, p. 140-149.